# Rhinidae
Die Rhinidae sind eine Familie der Rochen (Batoidea). Zu der Familie gehören drei Gattungen mit insgesamt zehn Arten aus der Gruppe der sogenannten Geigen- oder Gitarrenrochen. Zwei dieser Gattungen sind morphologisch recht unterschiedlich und wurden in der Vergangenheit verschiedenen Familie zugeordnet. Das Schwestergruppenverhältnis der beiden Gattungen gründet sich vor allem auf molekularbiologischen Untersuchungen. Die dritte Gattung wurde erst Mitte 2016 neu eingeführt.

## Merkmale
Bei den Rochen der Rhinidae sind Rumpf und Brustflossen wie bei den Sägerochen klar getrennt, und nicht zu einer Körperscheibe zusammengewachsen, wie bei den typischen Rochen bzw. den Stechrochenartigen. Die Brustflossen sind dreieckig und beginnen erst hinter den Augen. Die erste Rückenflosse liegt deutlich vor dem Schwanzstiel oberhalb der Bauchflossen. Der Schwanz ist etwas länger als Kopf und Rumpf und hat zu beiden Seiten je eine Hautfalte, die hinten einen bis auf die gut entwickelte Schwanzflosse reichenden Kiel bildet. Die Schwanzflosse hat einen deutlich entwickelten unteren Lobus. Der Kopf ist zugespitzt (Rhynchobatus) oder vorn abgerundet (Rhina). Die Nasenöffnungen sind lang und schmal und stehen leicht schräg. Das Spritzloch ist groß und hat bei Rhynchobatus zwei Hautfalten am hinteren Rand; bei Rhina ist es ohne Falte. Das Maul ist mit kräftigen runden oder ovalen Zähnen besetzt, die keine deutlichen Höckerung aufweisen. Die Haut der Fische ist mit kleinen  Placoidschuppen besetzt. Dornen sind unterschiedlich entwickelt und finden sich entlang der Rückenmittellinie, über den Augen, in zwei oder drei kurzen Reihen auf den „Schultern“ und manchmal auch auf der Schnauze. Bei der Gattung Rhina stehen die sehr kräftigen Dornen auf erhöhten Hautgraten.
Die größte Art, Rhynchobatus djiddensis kann eine Länge von über drei Meter und ein Gewicht von über 200 kg erreichen. Normalerweise sind die Rochen auf ihrer Oberseite gelblich bis graubraun gefärbt, oft mit weißen Flecken oder Augenflecken und schwarzen Flecken an der Brustflossenbasis. Die Bauchseite ist weißlich, an der Schnauze manchmal schwarz gefleckt.

## Gattungen und Arten
- Gattung Rhina Bloch & Schneider, 1801

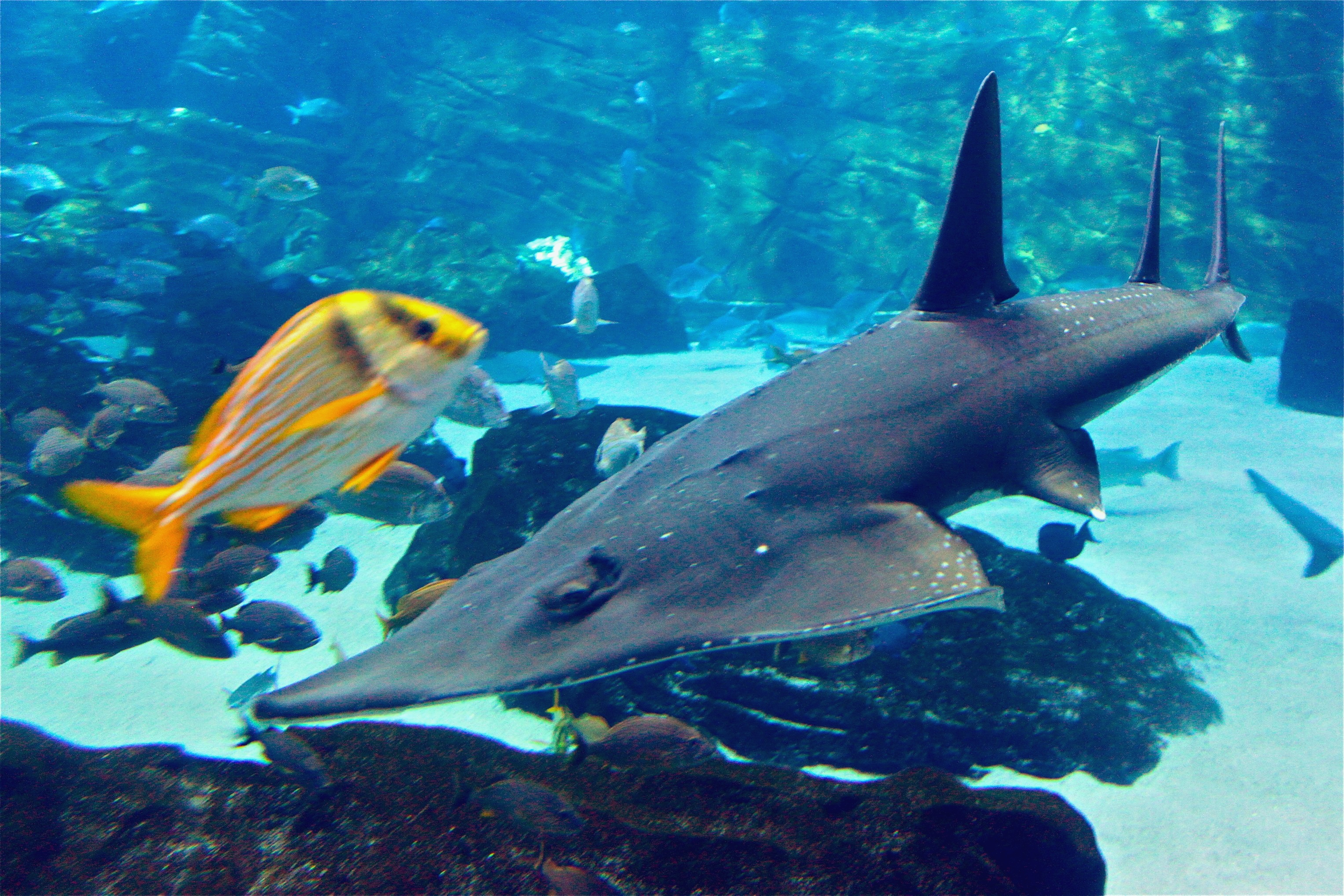
Rhynchobatus australiae

  - Rundkopf-Geigenrochen (Rhina ancylostoma)
- Gattung Rhynchobatus
  - Rhynchobatus australiae Whitley, 1939
  - Großer Geigenrochen (Rhynchobatus djiddensis Forsskål, 1775)
  - Rhynchobatus immaculatus Peter R. Last, Hsuan-Ching Ho & Rou-Rong Chen, 2013
  - Rhynchobatus laevis (Bloch & Schneider, 1801)
  - Rhynchobatus luebberti Ehrenbaum, 1915
  - Rhynchobatus mononoke Koeda et al., 2020[3]
  - Rhynchobatus palpebratus Compagno & Last, 2008
  - Rhynchobatus springeri Compagno & Last, 2010
- Gattung Rhynchorhina Séret & Naylor, 2016[1]
  - Rhynchorhina mauritaniensis Séret & Naylor, 2016